# レイニール・ファン・ツム

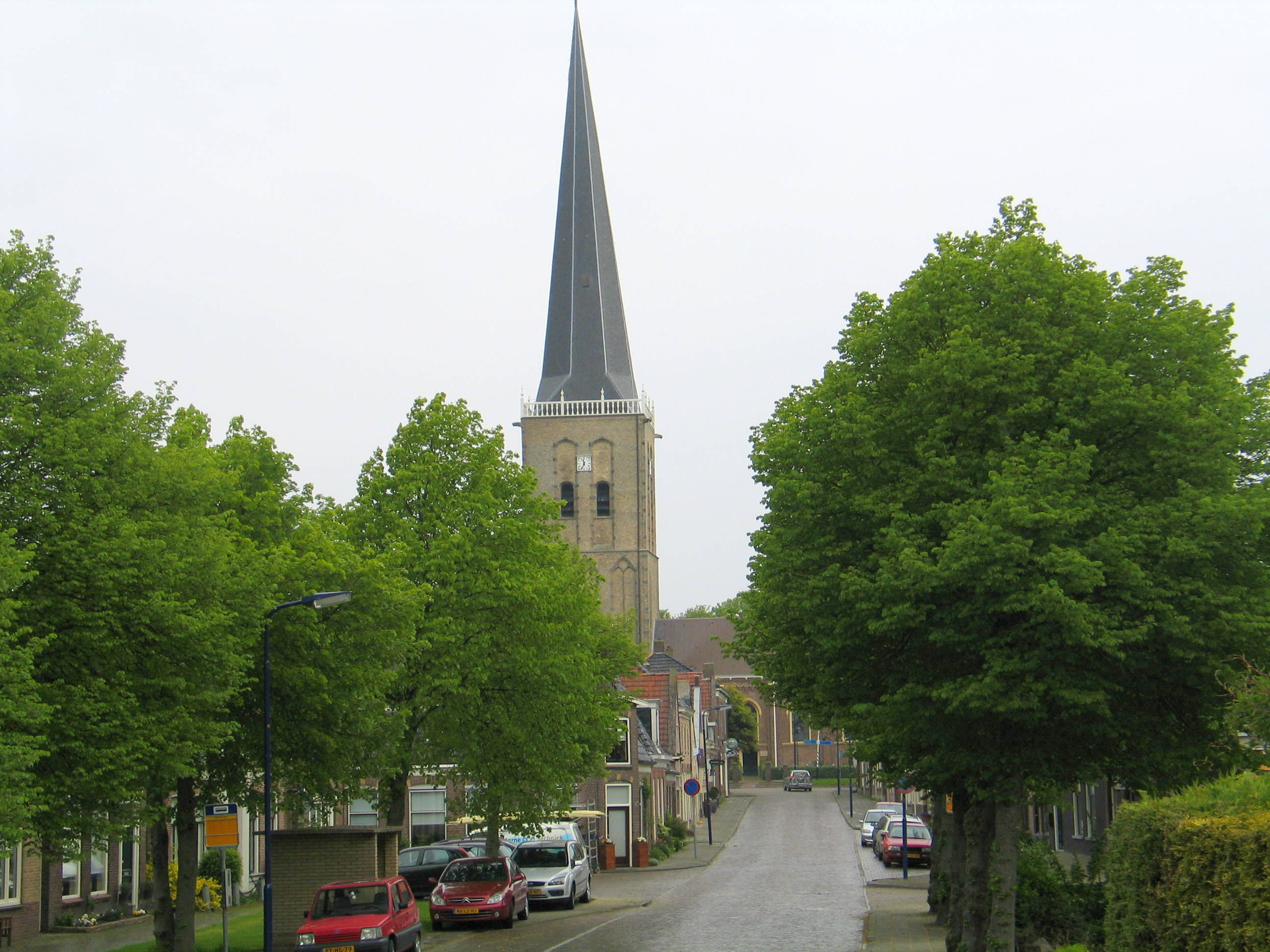
ツムの街。2009年5月撮影

レイニール・ファン・ツム（Reinier van Tzum、Tzom、またはレイニール・ファン・ヘッド・ズム Reijnjer van't Zum、1600年ごろ - 1670年9月21日）は、オランダ東インド会社の社員としてシャムで勤務した後、出島のオランダ商館の商館長を務めた人物。

## 日本到着まで
ツムはフリースラントのツムという村で生まれた。父は、フリースラント海軍（オランダの五つの海軍の一つ）で艦長を務めたマルテン・ヤンツである。商人としての活動は1629年のシャムから始まる。1643年には商館長となり、マラッカのヨハン・ファン・トウィスト、台湾のフランソワ・カロン、ペルシャやコロマンデル海岸の商館と協力して貿易を行った。1645年9月25日に長崎に到着、前任のピーテル・アントニスゾーン・オーフルトワーテルの後を受け、11月30日に商館長となった。その後、商館長に義務つけられた将軍への拝謁のため江戸に向かった。

## 将軍への拝謁
ツムは12月31日に、同僚のオランダ人6名と共に船で長崎を出発した。江戸には2月7日に到着している。2月13日徳川家光に拝謁したが、眼鏡、拡大鏡、レンズ、薬品などを献上している。前日の2月12日には、大目付井上政重と面会しているが、ツムはオランダとポルトガルとの休戦が成立したことに関して質問があると予想していた。そのことはすでに通詞に伝えてあったが、通詞はこれを幕閣に伝えていなかった。このため、ツムの予想に反して、話題は1643年に発生したブレスケンス号事件に関するものとなった。
これは日本の東方にあるとされた金銀島探検に出かけたブレスケンス号が、航海の途中南部藩の山田に寄航し、そこで船長のスハープ以下10人が抑留された事件である。彼ら10人はオーフルトワーテルとヤン・ファン・エルセラックによって釈放されていた。通詞の意見では日本側はブレスケンス号乗員の釈放に対する謝意の然るべき表明、すなわち特使の派遣を期待しているとのことであった（この特使は1650年に派遣される）。
さらに、将軍側近の久世広之（後老中）、牧野親成（後京都所司代）、江戸在府の長崎奉行馬場利重から、ポルトガルが日本に派遣した使節のことを知っているかと尋ねられた。ツムは「知っているが、彼らが（危険を冒して）ここまでくる勇気があるかどうかは分からない」と答えた。3月8日に、井上はツムに対し「オランダはブレスケンス号船員の釈放が格別な配慮によりものであることを十分理解していない」と述べた。またスペイン・ポルトガルといかなる協力もしないようにとも伝えた。ツムが期待した銅輸出の許可をはじめとする嘆願には答えを得られぬまま、3月10日に江戸を発った。

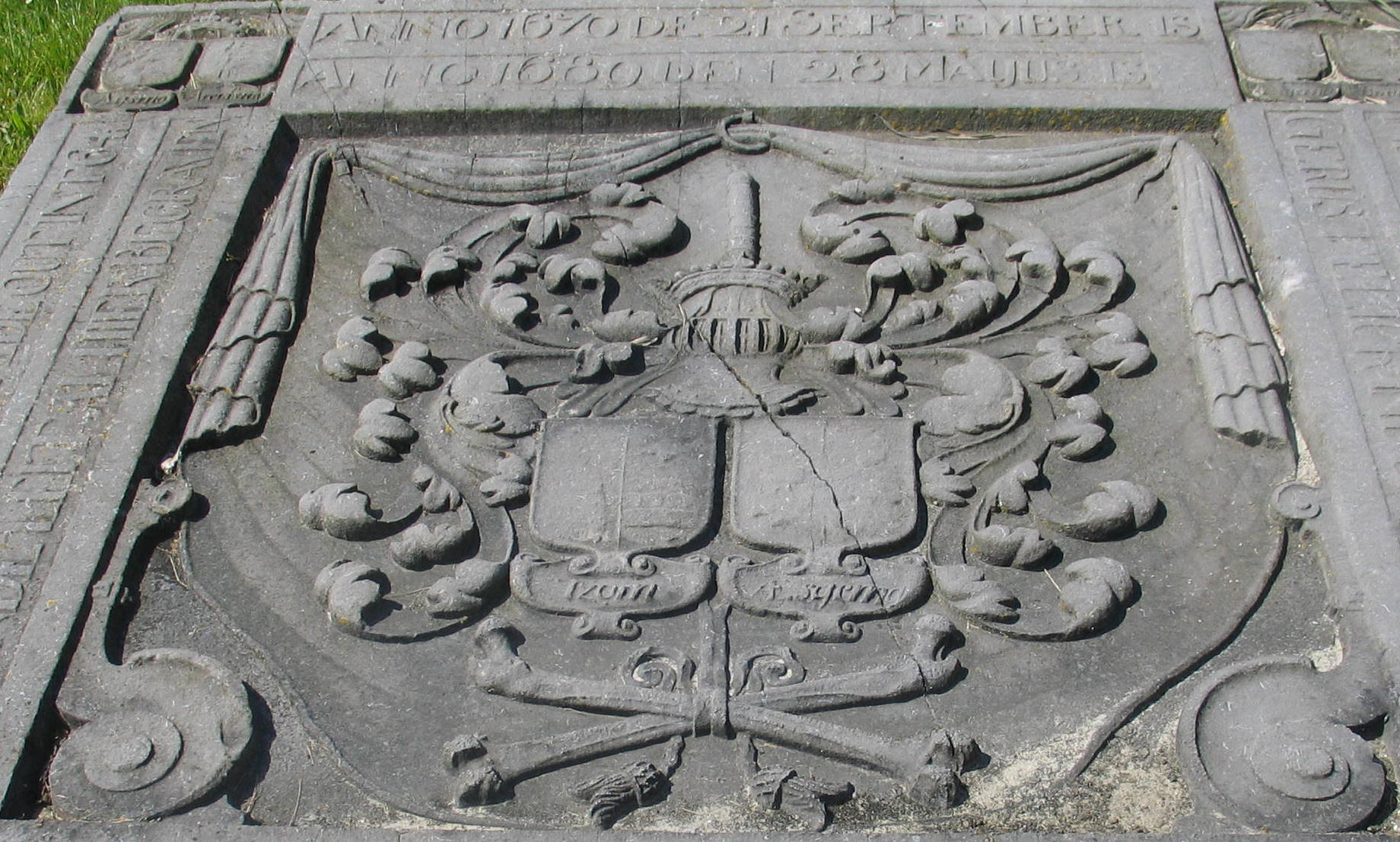
ズムとその妻の墓標

4月13日長崎に戻ると、銅輸出の許可が得られたことを知った。この秋、通詞を通して再三の価格と品質に関する交渉を行ない、棹銅と板銅の輸出が実現した。また、通詞から南京が清軍に占領され、鄭芝龍が幕府に援軍を要請したことを伝えられた。後、幕府は援軍の派遣を拒否している。長崎に南京からのジャンクが2隻入港したが、船員たちは清に忠誠を誓うことを意味する辮髪を強要されていた。幕府は清との通商を認めていなかったため、中国商人はオランダとの取引を希望した。同年末、幕府は清との通商を認めたため、この問題は回避された。
1646年10月7日、ツムは後任のウィレム・フルステーヘンに商館長の職を委ねた。3週間後に日本を離れ、ヨーロッパに戻りコーンジャムに住んだ。そこで1648年に結婚し、1654年にはイルストに移った。そこで市議会議員になり、フリースラントの収支を監督する職についた。

## 参考
- Cannegieter, D. (1904) Reynier van Tzum, een levensschets. Franeker.
- Hesselink, R.H. (2002) Prisoners from Nambu. Google books
- Roarda, R.S. (1961) De East-Ynjeske Opperkeapman Reijnier van Tzum. In nije samling oer libben en wurk fan in apart man út de 17e ieu
- https://www.hi.u-tokyo.ac.jp/publication/syoho/36/pub_kaigai-oranda-yaku-09.html 東京大学史料編纂所 日本関係海外史料 オランダ商館長日記 訳文編之九

| 先代 ピーテル・アントニスゾーン・オーフルトワーテル | オランダ商館長（第14代） 1645年11月30日 - 1646年10月27日 | 次代 ウィレム・フルステーヘン |